# Coelidia gorgonensis
Coelidia gorgonensis är en insektsart som beskrevs av Nielson 1982. Coelidia gorgonensis ingår i släktet Coelidia och familjen dvärgstritar. Inga underarter finns listade i Catalogue of Life.